# Fool for Love
Pour plus de détails, voir Fiche technique et Distribution.
Fool for Love est un film américain de Robert Altman sorti en 1985. C'est l'adaptation de la pièce de théâtre éponyme de Sam Shepard qui y joue également le rôle principal.

## Synopsis
Dans un vieux motel du désert du Sud-Ouest des États-Unis, May vit et travaille depuis quelque temps dans l'espoir d'échapper à la poursuite d'Eddie, un ancien amoureux et ami d'enfance. Mais ce dernier la retrouve. Des flash-backs évoquent alors les aléas passés et des scènes violentes font état du présent de ce couple aux inavouables secrets.

## Fiche technique
- Titre original : Fool for Love
- Réalisation : Robert Altman
- Scénario : Sam Shepard, d'après sa propre pièce éponyme.
- Photographie : Pierre Mignot
- Montage :  Steve Dunn et Luce Grunenwaldt
- Musique : George Burt
- Production : Yoram Globus et Menahem Golan
- Société de production : Cannon Group
- Pays d'origine : USA
- Langue originale : anglais
- Durée : 110 minutes

## Distribution
- Sam Shepard (VF : Hervé Bellon) : Eddie
- Kim Basinger (VF : Anne Canovas) : May
- Harry Dean Stanton (VF : Jacques Dynam) : le père
- Randy Quaid (VF : Jacques Frantz) : Martin
- Martha Crawford : la mère de May
- Louise Egolf : la mère d'Eddie
- Sura Cox : May, adolescente
- Jonathan Skinner : Eddie, adolescent
- April Russell : May, enfant
- Deborah McNaughton : la Comtesse
- Lon Hill : Mr. Valdes